# Dinuzulu kaCetshwayo
Dinuzulu kaCetshwayo (1868 – 18 ottobre 1913) fu re degli Zulu dal 20 maggio 1884, succedendo al padre Cetshwayo kaMpande, ultimo sovrano Zulu ad essere riconosciuto dai britannici, fino alla sua morte.

## Biografia

### Lotte per la Corona
Per la successione al padre Dinuzulu fece un primo appello agli inglesi ma non ricevette risposta. Così decise di offrire laute ricompense di terreno ai contadini boeri dei distretti Vryheid e Utrecht, al fine di convincerli a combattere dalla sua parte per ripristinare il regno Zulu, caduto dopo la morte del padre. Fu così che nel 1884 un gruppo di agricoltori boeri, con la promessa della creazione di una nuova repubblica con sbocco sul mare, si unì al principe ereditario, e, guidati dal generale Lucas Johannes Meijer e Louis Botha, si scontrarono con Zibhebhu kaMaphitha, protetto dell'Impero britannico che contestava la legittimità di Dinizulu, sconfitto il 5 giugno 1884 nella battaglia di Tshaneni.
La Nuova Repubblica così creata venne presto riconosciuta da Germania e dal Portogallo. Dopo considerevoli controversie presso un tribunale di Natal, l'impero britannico alla fine riconobbe la Nuova Repubblica, anche se di dimensioni ridotte dopo l'annessione delle pianure costiere da parte inglese e privata della possibilità di mantenere un porto.

### Esilio
Nel 1888 la repubblica venne poi annessa, su sua richiesta, alla Repubblica del Transvaal: la stabilità nel regno Zulu continuò fino a quando gli inglesi non invasero questa statalità.
Successivamente Dinuzulu venne condannato per la sua presunta partecipazione alla ribellione contro la potenza coloniale e mandato in esilio sull'isola di Sant'Elena.

### Ritorno in Patria
Quando le colonie e territori inglesi dell'Africa australe vennero unificati nell'Unione Sudafricana, Louis Botha ne divenne il primo ministro e fece tornare Dinuzulu in Sudafrica, permettendogli di passare gli ultimi anni della sua vita in Transvaal, dove morì il 18 ottobre 1913 all'età di 44 o 45 anni.